# Valley of Flowers
Valley of Flowers – zrealizowany przez indyjskiego reżysera Pana Nalina, autora filmu Samsara dramat miłosny, którego akcja rozgrywa się na przestrzeni 200 lat – najpierw w Himalajach w Dolinie Kwiatów, a potem we współczesnym Tokio. W filmie wykorzystano motyw reinkarnacji. Główne role bandyty i dziewczyny, która swoją miłością poróżniła go z resztą bandy gra małżeństwo Milind Soman i Mylène Jampanoï. Tajemniczą postać prześladującego ich starca z gór przedstawia Naseeruddin Shah.
Film został nagrodzony na Festiwalu Filmów Indyjskich w Los Angeles.
Tłem filmu jest Park Narodowy Valley of Flowers w stanie Uttarakhand w Himalajach, wpisany w 2005 roku na Listę Światowego Dziedzictwa UNESCO.

## Obsada
- Milind Soman – Jalan
- Mylène Jampanoï – Ushna (jako Mylene Jampanoi)
- Naseeruddin Shah – Yeti
- Eri – Sayuri
- Jampa Kalsang Tamang – Jampala
- Anil Yadav – Hak-Chi